# Meister von Astorga

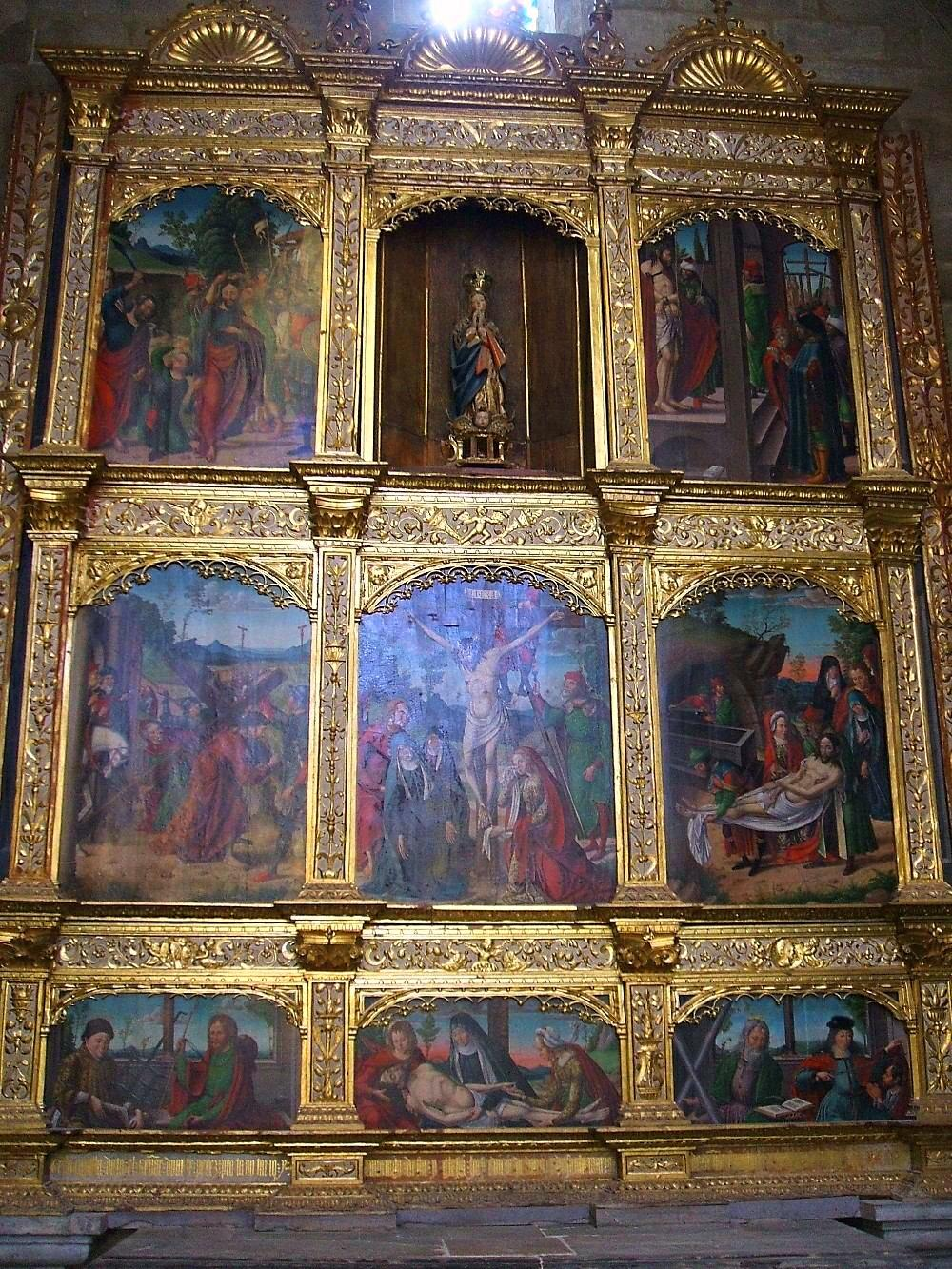
Meister von Astorga: Michaelsaltar, um 1530

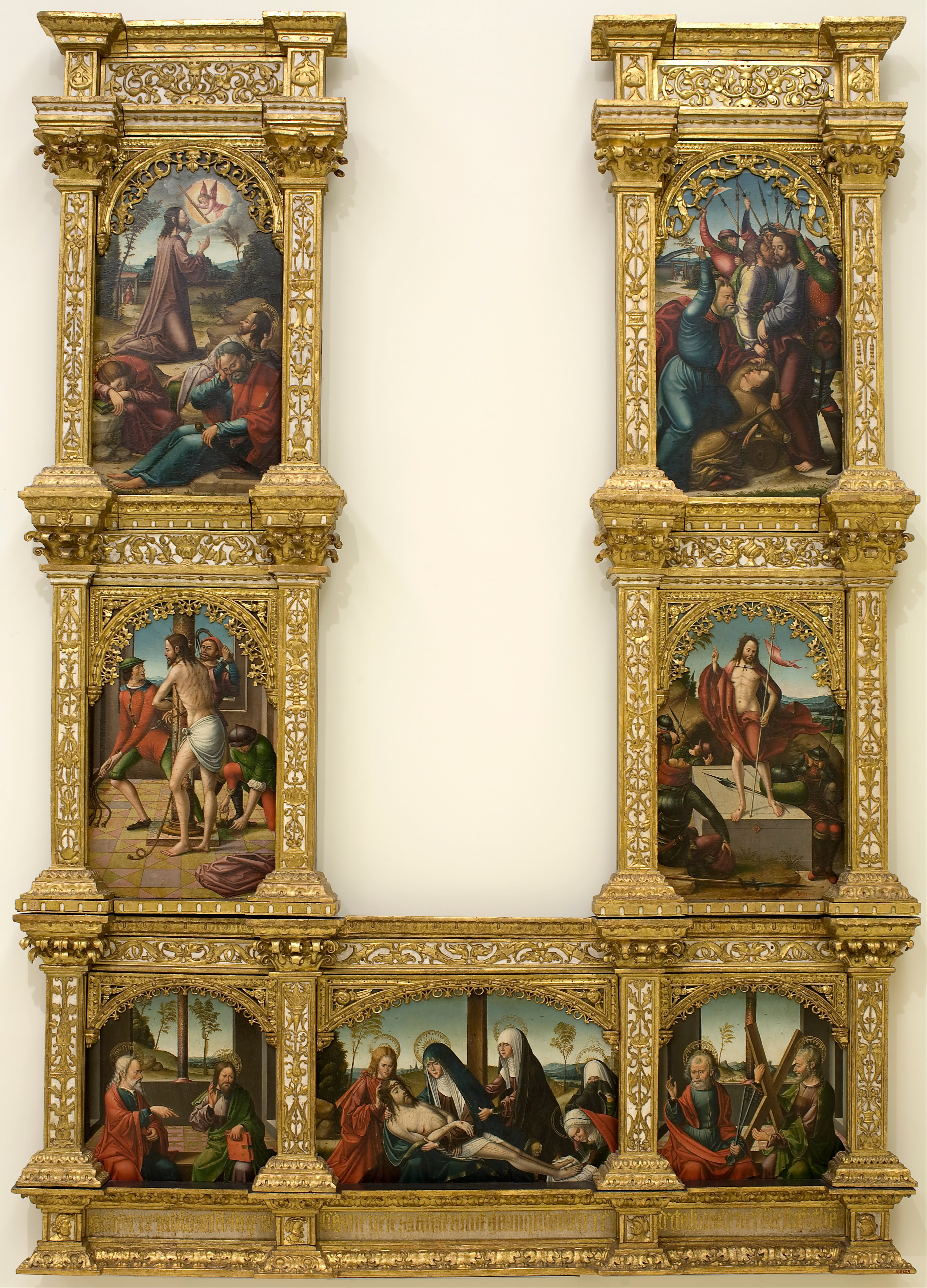
Passionsretabel, Barcelona, Museu Nacional d’Art de Catalunya

Als Meister von Astorga oder Astorga-Meister (spanisch Maestro de Astorga) wird ein namentlich nicht bekannter spanischer Maler der Spätgotik bezeichnet, der Anfang des 16. Jahrhunderts in der Region um León tätig war. Er erhielt seinen Notnamen nach einem Altarbild, das er für die Kathedrale von Astorga geschaffen hat. Der Stil des Meisters vereinigt lokale spanischer Kunst mit niederländischen, aber auch italienischen Renaissanceeinflüssen. Der Meister zeigt mit seinem Werk den Beginn der Renaissance auch in der Kunst des Königreichs León. Sein Stil ist mit dem seines Zeitgenossen, dem Meister von Budapest, vergleichbar.

## Zugeschriebene Werke (Auswahl)
- Geburt Jesu mit Heiligen, um 1510–15 (Madrid, Museo Lázaro Galdiano, Inv. Nr. 3014)
- Passionsaltar, um 1530 (Kathedrale von Astorga)
- Passionsretabel, um 1530 (Barcelona, Museu Nacional d’Art de Catalunya)[2]
- Heilige Familie mit Johannes dem Täufer, um 1530 (Barcelona, Museu Nacional d’Art de Catalunya)[3]
- Szenen aus Leben und Tod des Apostels Jakobus (Madrid, Museo Lázaro Galdiano, Inv. Nr. 2725 und 2739)
- Kreuzigung (Madrid, Museo del Prado, P3205)
- Heiliger Antonius von Padua und Christuskind (Privatsammlung)[4]
- Auferstehung (Madrid, Museo del Prado, P4063)
- St. Franziskus erhält die Wundmale (Madrid, Museo del Prado, Inv. Nr. P4068)